# Daisy Point
Der Daisy Point ist eine Landspitze am Ostufer der Bay of Isles im Norden Südgeorgiens. Sie liegt 800 m westlich des Kap Wilson und markiert die östliche Begrenzung der Einfahrt zum Beckmann-Fjord.
Im Zuge von Kartierungsarbeiten durch Wissenschaftler der britischen Discovery Investigations im Jahr 1929 erhielt die Landspitze den Namen Low Point (englisch für Niedrige Landspitze). Der South Georgia Survey befand nach Vermessungen des Gebiets zwischen 1951 und 1952, dass der deskriptive Name der Landspitze aufgrund ihrer schroffen und aufragenden Erscheinung unzutreffend sei. Auf Empfehlung des UK Antarctic Place-Names Committee erhielt die Landspitze 1954 ihren heutigen Namen. Namensgeberin ist die Brigg Daisy unter Kapitän Benjamin D. Cleveland (1844–1925), mit der der US-amerikanische Ornithologe Robert Cushman Murphy Südgeorgien zwischen 1912 und 1913 erkundet hatte.